# Vít Matlocha
Vít Matlocha (1925 – 21. ledna 2014) byl český sportovní gymnasta.
S gymnastikou začal v Šumperku. Dostal se do československé reprezentace. 19. července 1952 byl již jako trenér vlajkonošem československé výpravy na Letních olympijských hrách v Helsinkách.
Byl manželem Slávky Matlochové, gymnastky a trenérky Věry Čáslavské. Tři roky spolu strávili na angažmá v Itálii. I Matlocha se věnoval trenérské činnosti a vychoval mj. Antona Gajdoše, Bohumila Mudříka, Miloslava Netušila nebo Ladislava Pazderu.
S manželkou v Křivsoudově založil a provozoval soukromou firmu Matsport, která se věnovala výrobě gymnastických dresů.
Zemřel ve věku 88 let.